# Cuneo Challenger 1979
Il Cuneo Challenger 1979 è stato un torneo di tennis facente parte della categoria ATP Challenger Series nell'ambito dell'ATP Challenger Series 1979. Il torneo si è giocato a Cuneo in Italia dal 7 al 14 maggio 1979 su campi in terra rossa.

## Vincitori

### Singolare
Fernando Luna ha battuto in finale  Cristophe Freyss con il punteggio di 6–2, 6–2, 6–0

### Doppio
Alejandro Pierola /  Belus Prajoux hanno battuto in finale  Dominique Bedel /  Cristophe Freyss con il punteggio di 6–4, 7–6